# Kigali rural
Kigali rural (en kinyarwanda : Kigali Ngali, « Grand Kigali ») était, avant la réforme administrative de 2006, l'une des douze provinces du Rwanda ; elle s'étendait autour de Kigali.
Sa partie nord est aujourd'hui intégrée dans la nouvelle Province du Nord, tandis que ses parties est et sud (le Bugesera) sont intégrées dans la nouvelle Province de l'Est

### Articles liés
- Provinces du Rwanda
- Anciennes structures administratives du Rwanda (jusqu'au 1er janvier 2006)